# 渓口郷

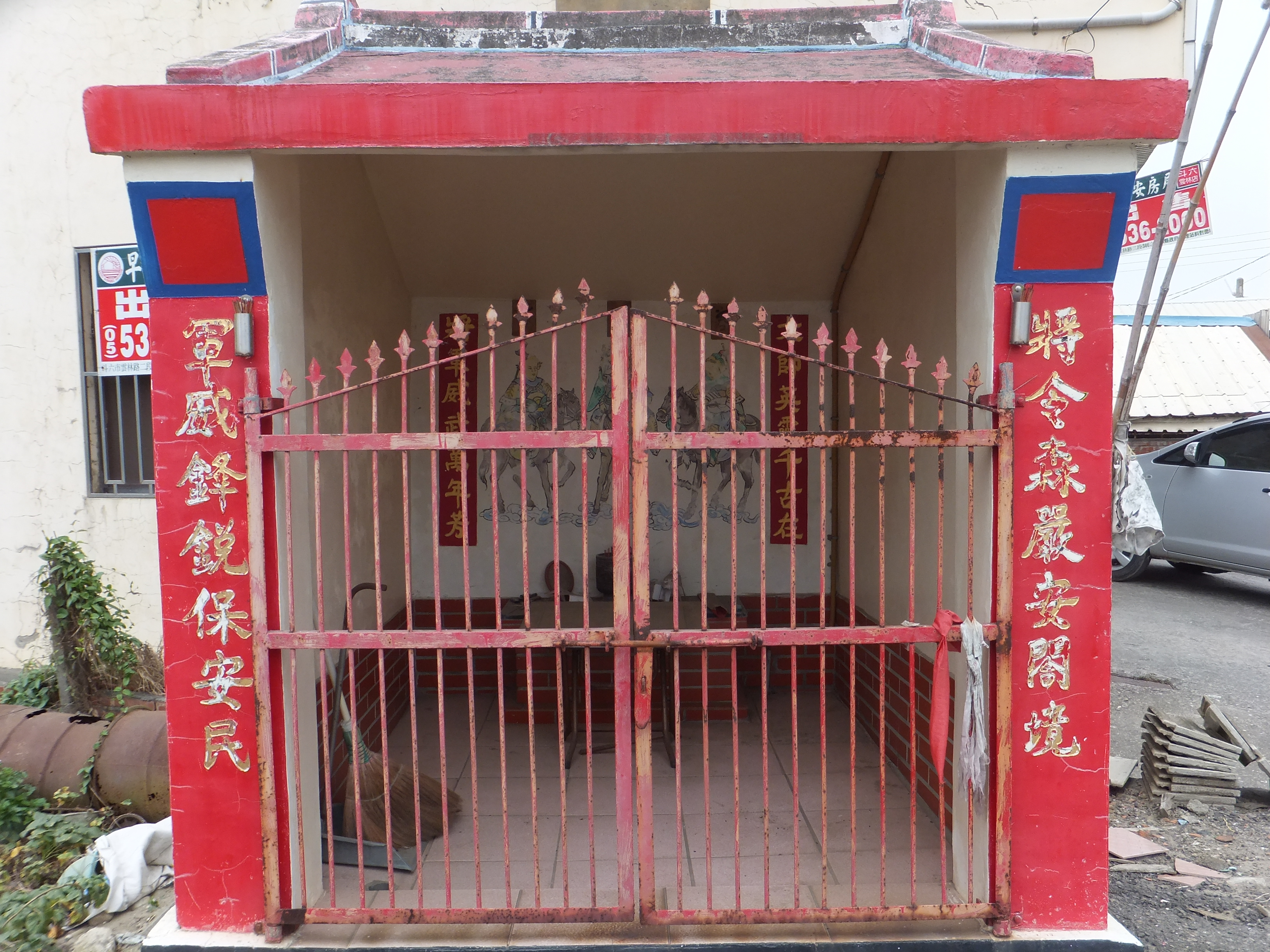
柴林脚五営神将の西営

渓口郷（シーコウ/けいこう-きょう）は、台湾嘉義県の郷。

## 地理
渓口郷は嘉義県北部に位置し、北は雲林県大埤郷と、東は大林鎮と、西は新港郷と、南は民雄郷と接している。嘉義市への通勤率は約12.5％、民雄郷への通勤率は約10-15％。

## 歴史
渓口の旧称は「双渓口」であり、これは清代に福建及び広東から移民が入植した際、華興渓と北港渓が交わる地形から命名されたものである。日本統治時代初期には嘉義県打猫支庁の下に「双渓口区」が設置され、1920年10月に「渓口庄」と改称され台南州嘉義郡の管轄となった。同時に渓口の西側を「新港庄」と分割している。戦後に「渓口郷」と改称され現在に至っている。

## 行政区
| 村 |
| --- |
| 游東村、渓北村、游西村、柴林村、林脚村、美北村、渓西村、渓東村、美南村、本厝村、妙崙村、坪頂村、柳溝村、畳渓村 |

## 歴代郷長
| 代 | 氏名 | 任期 |
| -- | ---- | ---- |

## 教育

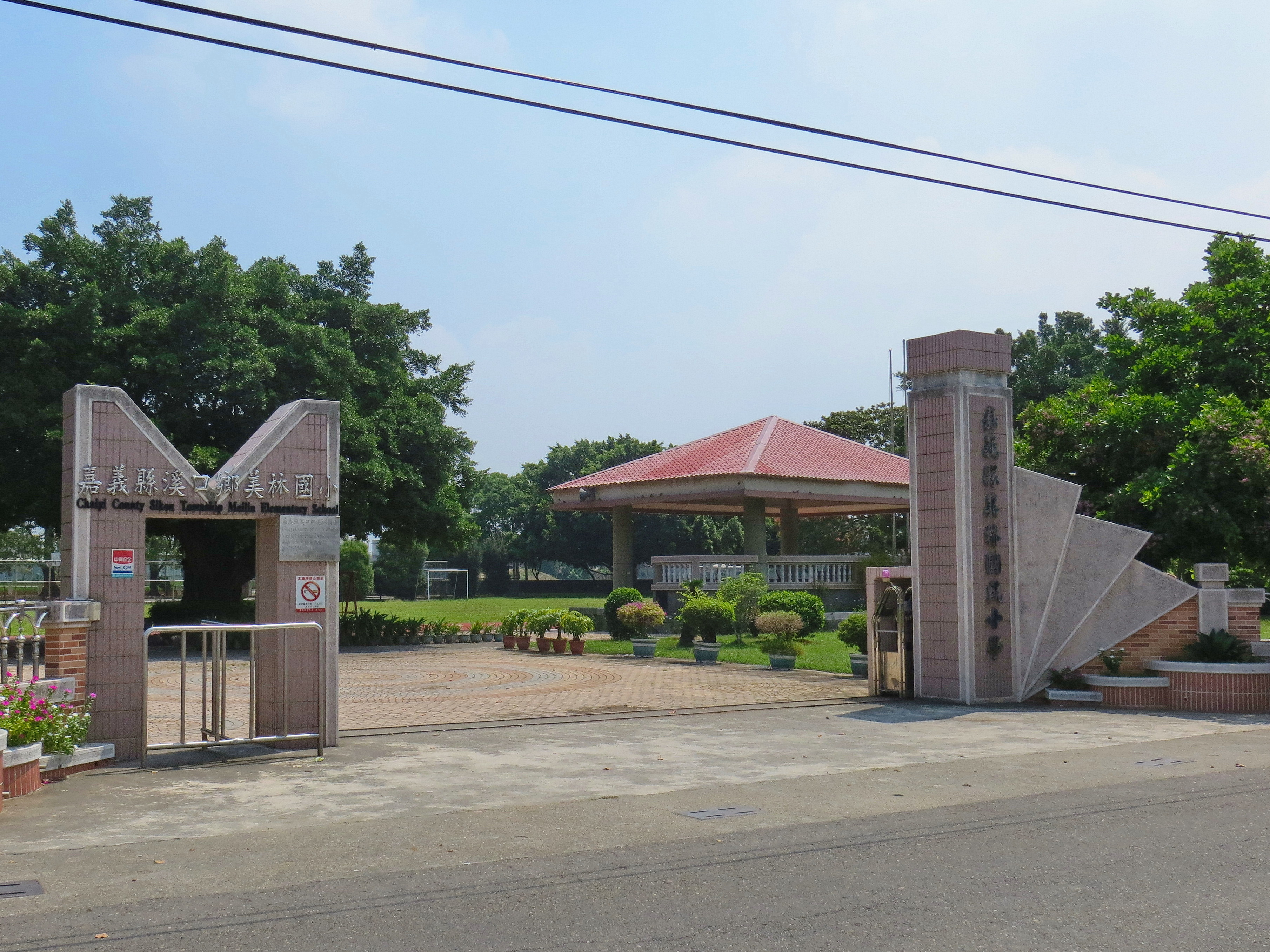
嘉義県立美林国民小学

### 国民中学
- 嘉義県立渓口国民中学

### 国民小学
- 嘉義県立渓口国民小学
- 嘉義県立美林国民小学
- 嘉義県立柳溝国民小学
- 嘉義県立柴林国民小学

## 交通
| 種別 | 路線名称 | その他                   |
| ---- | -------- | ------------------------ |
| 省道 | 台1線    | 大林鎮 - 渓口郷 - 民雄郷 |

## 観光
- 渓口北極殿
- 渓口開元殿（中国語版）
- 五営神将
- 北白川神社遺跡
- 陳氏宗祠
- 劉氏古厝--妙崙
- 曽氏洋楼
- 渓口老街
- 張氏洋楼